# Bunkeflo församling
Bunkeflo församling var en församling i Malmö Södra kontrakt i Lunds stift. Församlingen låg i Malmö kommun i Skåne län och utgjorde ett eget pastorat. Församlingen upplöses 2014 där huvuddelen uppgick i Limhamns församling och mindre delar i Fosie församling och Hyllie församling.

## Administrativ historik
Församlingen har medeltida ursprung.
Församlingen utgjorde ett eget pastorat mellan 1545 och 1552 samt mellan 3 mars 1599 och 4 maj 1605, däremellan, före och till 1 maj 1832 moderförsamling i pastoratet Bunkeflo och Hyllie. Från 1 maj 1832 till 1 maj 1862 var församlingen annexförsamling i Sankt Petri, Bunkeflo och Hyllie. Från 1 maj 1862 till 1 maj 1908 var den åter moderförsamling i pastoratet Bunkeflo och Hyllie som från 25 april 1902 även omfattade Limhamns församling. Från 1 maj 1908 till 1 maj 1915 var församlingen moderförsamling i pastoratet Bunkeflo och Limhamn för att därefter till 1 maj 1924 utgöra ett eget pastorat. Från 1 maj 1924 till 10 mars 1977 var den moderförsamling i pastoratet Bunkeflo och Glostorp som från 1939 även omfattade Lockarps församling och från 1962 Oxie församling. Från 10 mars 1977 till 1983 var församlingen annexförsamling i pastoratet Oxie, Bunkeflo, Glostorp och Lockarp. Från 1983 till 2014 utgjorde församlingen åter ett eget pastorat. Församlingen upplöstes 2014 där huvuddelen uppgick i Limhamns församling och mindre delar i Fosie och Hyllie församlingar.

## Kyrkor
- Bunkeflo kyrka
- Bunkeflo strandkyrka